# Фридрих V (Нюрнберг)
Вижте пояснителната страница за други личности с името Фридрих V.
Фридрих V фон Нюрнберг (на немски: Friedrich I von Nürnberg, * ок. 1333, † 21 януари 1398) от Дом Хоенцолерн е бургграф на Нюрнберг (1357 – 1397).

## Биография
Той е единствен син на бургграф Йохан II от Нюрнберг († 1357) и съпругата му Елизабет фон Хенеберг († 1377), дъщеря на граф Бертхолд VII фон Хенеберг († 1340) и Аделхайд фон Хесен (1268 – 1315), дъщеря на ландграф Хайнрих I фон Хесен.
От смъртта на баща му 1357 г. той има титлата бургграф и отговорен за императорския замък Нюрнберг.
До 1361 г., както и баща му, той управлява заедно с чичо му Албрехт Красивия († 4 април 1361). Той е способен, знае латински и може сам да съставя дикументи. Постъпва на служба при крал Карл IV като имперски хауптман. Карл IV през 1363 г. го издига на имперски княз и му дава златна була като nobile membrum sacri imperii с привилегии на курфюрст и съдебна власт Privilegium de non evocando. Той увеличава собствеността си. През 1373 г. купува град Хоф от фогтите на Вайда.
През 1385 г. Фридрих V решава синовете му да участват в управлението и нарежда чрез т. нар. Dispositio Fridericiana за бъдещето разделение на страната между двамата на Байройт и Ансбах, замъкът Нюрнберг е за двамата. През 1397 г. той се отказва от управлението и се оттегля в Пласенбург, където умира през 1398 г.

## Деца
Фридрих V се жени 1350 г. за принцеса Елизабет фон Майсен (1329 – 1375) от род Ветини, дъщеря на маркграф Фридрих II от Майсен (1310 – 1349) и Мехтхилд/Матилда Баварска (1313 – 1346), най-възрастната дъщеря на император Лудвиг Баварски и първата му съпруга Беатрикс от Силезия-Глогау. Двамата имат децата:
- Беатриса (1355 – 1414), от 1375 г. съпруга на херцог Албрехт III от Австрия († 29 август 1395)
- Елизабет (1358 – 1411), от 1374 г. съпруга на крал Рупрехт от Германия († 18 май 1410)
- Агнес (* 1366, † 22 май 1432), омъжена от 1386 в Констанц за фрайхер Фридрих фон Дабер († 15 юли 1410), 1411 – 1432 абтиса на манастира в Хоф на Заале
- Маргарета (1367 – 1406), от 15 октомври 1383 г. съпруга на ландграф Херман II от Хесен († 24 май 1413)
- Йохан III (1369 – 1420), бургграф, маркграф на Кулмбах
- Фридрих VI (1371 – 1440), бургграф, като Фридрих I първият курфюрст на Бранденбург от Хоенцолерните (1415 – 1440)
- Анна (1375 – 1392)
- Катарина (1375 – 1409), абатиса на манастира в Хоф на Заале